# 권수정 (모델)
권수정 (1991년 9월 29일 ~ ) 은 대한민국의 모델이다.

## 출연 작품

### 드라마
- 2012년 tvN 월화드라마 《닥치고 꽃미남 밴드》

### 예능
- 2009년 K-STAR《얼짱시대》

### 단편영화
- 《아 오 빡쳐!》 - 수진 역
- 《고물상》 - 수정 역
- 《겨울잠》 - 아내 역
- 《나는 오늘 죽는다》 - 서이 역

## 경력
- 패션모델 16기
- 골든디스크 시상식 웨딩퍼포먼스
- MLB 피팅 & 품평회
- 베스티벨리 여성복 품평회
- 업타운홀릭
- 스타일난다